# Earl of Wigtown

Wappen der Earls of Wigtown (zweiter Verleihung)

Earl of Wigtown (auch Wigtoun oder Wigton) war ein erblicher britischer Adelstitel, der zweimal in der Peerage of Scotland verliehen wurde. Er ist nach dem Ort Wigtown in Dumfries and Galloway benannt.

## Verleihung und nachgeordnete Titel
Erstmals wurde der Titel 1341 an Sir Malcolm Fleming verliehen. Sein Enkel, der 2. Earl, verkaufte das Earldom einschließlich seiner Ländereien 1372 an Archibald Douglas, Lord of Galloway, den späteren 3. Earl of Douglas. Die Verkaufsurkunde wurde nachträglich von König Robert II. bestätigt. Inwieweit die Übertragung die Earls of Douglas formell zum Führen des Titels Earl of Wigtown berechtigte ist unklar, jedenfalls hatten sie die faktische Herrschaft über Wigtownshire bis 1455 inne, als dem 9. Earl of Douglas wegen Hochverrats alle Titel aberkannt und seine Ländereien von der schottischen Krone eingezogen wurden.
In zweiter Verleihung wurde der Titel am 19. März 1606 für John Fleming, 6. Lord Fleming, neu geschaffen, zusammen mit dem nachgeordneten Titel Lord Fleming and Cumbernauld. Dieser war ein Ur-urenkel des Robert Fleming of Biggar and Cumbernauld, der um 1445 zum Lord Fleming erhoben worden, und wiederum ein Ur-urenkel des Bruders des 1. Earls erster Verleihung und Schwiegersohn des 7. Earl of Douglas war. Seit dem Tod seines Nachfahren, des 7. Earls, am 22. Mai 1747 sind die Titel erloschen bzw. ruhen, da niemand seither wirksam einen Erbanspruch darauf durchsetzen konnte.
Die Earls aus dem Hause Fleming waren auch erblicher Clan Chief des Clan Fleming. Seit dem Tod des letzten Earls ist der Clan Fleming ein Armigerous Clan.

## Liste der Earls of Wigtown und Lords Fleming

### Earls of Wigtown, erste Verleihung (1341)
- Malcolm Fleming, 1. Earl of Wigtown († um 1363)
- Thomas Fleming, 2. Earl of Wigtown († 1382), Titel aufgegeben 1372
  - Archibald Douglas, 3. Earl of Douglas, de facto Earl of Wigtown (1325–1400)
  - Archibald Douglas, 4. Earl of Douglas, de facto Earl of Wigtown (1370–1424)
  - Archibald Douglas, 5. Earl of Douglas, de facto Earl of Wigtown (1390–1439)
  - William Douglas, 6. Earl of Douglas, de facto Earl of Wigtown (1426–1440)
  - James Douglas, 7. Earl of Douglas, 1. Earl of Avondale, de facto Earl of Wigtown († 1443)
  - William Douglas, 8. Earl of Douglas, 2. Earl of Avondale, de facto Earl of Wigtown (1425–1452)
  - James Douglas, 9. Earl of Douglas, 3. Earl of Avondale, de facto Earl of Wigtown († 1488), Titel verwirkt 1455

### Lords Fleming (um 1445)
- Robert Fleming, 1. Lord Fleming († 1494)
- John Fleming, 2. Lord Fleming († 1524)
- Malcolm Fleming, 3. Lord Fleming (um 1494–1547)
- James Fleming, 4. Lord Fleming (1538–1558)
- John Fleming, 5. Lord Fleming († 1572)
- John Fleming, 6. Lord Fleming (1567–1619) (1606 zum Earl of Wigtown erhoben)

### Earls of Wigtown, zweite Verleihung (1606)
- John Fleming, 1. Earl of Wigtown (1567–1619)
- John Fleming, 2. Earl of Wigtown (1589–1650)
- John Fleming, 3. Earl of Wigtown († 1665)
- John Fleming, 4. Earl of Wigtown († 1668)
- William Fleming, 5. Earl of Wigtown († 1681)
- John Fleming, 6. Earl of Wigtown (1673–1744)
- Charles Fleming, 7. Earl of Wigtown (1675–1747)